# Tsjechisch curlingteam (gemengd)
Het Tsjechische curlingteam vertegenwoordigt Tsjechië in internationale curlingwedstrijden.

## Geschiedenis
Tsjechië nam voor het eerst deel aan een internationaal toernooi voor gemengde landenteams tijdens de openingseditie van het Europees kampioenschap in het Andorrese Canillo. Het bereikte de play-offs en verloor in de kwartfinale van Zweden. In 2006 en 2007 verloor Tsjechië eveneens in de kwartfinale.

Tsjechië behaalde een zilveren plak in 2008. Het viertal onder leiding van Jiří Snítil verloor in de finale van het Duitse curlingteam met 3-5. Het jaar daarop werd de strijd om het brons verloren van Engeland, vierde plaats. Het brons werd wel gewonnen door het team van Kryštof Chaloupek op het Europese kampioenschap Curling voor gemengde landenteams in 2011. Winst in negen ends was er op Denemarken, 7-6. In 2012 haalde Tsjechië nog een keer de play-offs maar verloor in de kwartfinales. In de jaren 2013 en 2014 werden de play-offs gemist.
Na de tiende editie van het EK werd beslist het toernooi te laten uitdoven en te vervangen door een nieuw gecreëerd wereldkampioenschap voor gemengde landenteams. De eerste editie vond in 2015 plaats in het Zwitserse Bern. Tsjechië haalde de play-offs niet. In 2017 werd het land derde. Het team met skip Jaroslav Vedral verloor van Schotland in de halvefinale maar won van het Noorse team met 7-6 door in het achtste end 3 stenen te stelen. Tsjechië kwam in 2016 en 2018 niet verder dan de kwartfinale, een gedeelde negende plaats.

## Tsjechië op het wereldkampioenschap
| Jaar | Plaats | Skip            | WG | W | V | PV | PT |
| ---- | ------ | --------------- | -- | - | - | -- | -- |
| 2015 | 15     | Tomas Valek     | 8  | 4 | 4 | 34 | 43 |
| 2016 | 9      | Jakub Bareš     | 8  | 5 | 3 | 55 | 39 |
| 2017 | 3      | Jaroslav Vedral | 11 | 8 | 3 | 54 | 52 |
| 2018 | 9      | Lukáš Klima     | 9  | 6 | 3 | 59 | 40 |
| 2019 | 17     | Eva Miklíková   | 7  | 5 | 2 | 52 | 26 |
| 2022 | 15     | Karel Hradec    | 8  | 5 | 3 | 51 | 38 |
| 2023 | 23     | Miloš Hoferka   | 7  | 2 | 5 | 34 | 46 |
| 2024 | 9      | Kryštof Tabery  | 8  | 5 | 3 | 50 | 46 |

## Tsjechië op het Europees kampioenschap
| Jaar | Plaats | Skip              | WG | W | V | PV | PT |
| ---- | ------ | ----------------- | -- | - | - | -- | -- |
| 2005 | 5      | Karel Hradec      | 6  | 5 | 1 | 48 | 27 |
| 2006 | 8      | Karel Kubeška     | 6  | 3 | 3 | 33 | 31 |
| 2007 | 7      | Karel Hradec      | 7  | 4 | 3 | 42 | 32 |
| 2008 | 2      | Jiří Snítil       | 8  | 7 | 1 | 52 | 33 |
| 2009 | 4      | Jakub Bareš       | 11 | 8 | 3 | ?  | ?  |
| 2010 | 9      | Radek Boháč       | 7  | 4 | 3 | ?  | ?  |
| 2011 | 3      | Kryštof Chaloupek | 10 | 7 | 3 | 58 | 50 |
| 2012 | 5      | David Šik         | 8  | 4 | 4 | 38 | 43 |
| 2013 | 11     | Miloš Hoferka     | 8  | 4 | 4 | 44 | 36 |
| 2014 | 12     | Jakub Bareš       | 7  | 4 | 3 | 38 | 42 |